# James Norton (színművész)
James Geoffrey Ian Norton (London, 1985. július 18. –) angol színész. 
Leginkább a Vidám vidék, a Grantchester bűnei és a Háború és béke című televíziós sorozatokból ismert. Előbbivel 2015-ben televíziós BAFTA-díjra jelölték, mint legjobb férfi mellékszereplőt.
Ő alakította a címszerepet a Gareth Jones walesi újságíró életéről szóló, 2019-es Mr. Jones című filmben. 

## Fiatalkora és tanulmányai
1985. július 18-án született a londoni Lambethben, Hugh Biddulph Norton és Lavinia Jane Norman fiaként. Szülei mindketten tanárok voltak. Apja, aki Tanzániában született, a Hull School of Art and Design pedagógusa volt. Annak ellenére, hogy eredetileg Londonból származott, Norton családja az észak-yorkshire-i Ryedale körzetben található Malton városában élt. Norton az észak-yorkshire-i Howardian Hills szélén nőtt fel, gyermekkorát később „idillinek” nevezte.
13 éves koráig a Scarborough-i Bramcote Prep Schoolban (Scarborough College), majd az Ampleforth College-ban, egy független római katolikus (bencés) bentlakásos iskolában tanult az észak-yorkshire-i Ampleforth faluban. 15 éves korában a scarborough-i Stephen Joseph Theatre-ben szerzett szakmai gyakorlatot. 2004-től kezdve teológiát tanult a cambridge-i Fitzwilliam College-ban, 2007-ben kitüntetéssel diplomázott. Fitzwilliam utazási ösztöndíjat kapott, hogy Észak-Indiába utazzon, ahol tizenhat iskolában tanított és lépett fel színdarabokban. Elmondása szerint tanulmányai elsősorban a hinduizmusra és a buddhizmusra irányultak.
Tagja volt a cambridge-i The Marlowe Society színházi klubnak, 2007-ben a Cymbeline című előadásban lépett fel. Az egyetem alatt is számos színházi produkcióban játszott. Ezután három évig járt a londoni Royal Academy of Dramatic Art (RADA) főiskolára, de 2010-ben, hat hónappal a diploma megszerzése előtt otthagyta, hogy színészettel foglalkozzon.

## Magánélete
Amikor megkérdezték tőle, vallásos-e, a Grantchesterben élő plébános megformálásával kapcsolatban Norton azt nyilatkozta: „Nyilvánvalóan van kapcsolatom a vallással, hiszen katolikus iskolába jártam, és teológiát tanultam. Nem mondhatom magam vallásosnak, de határozottan lenyűgöz a téma.”
2015-ben a Royal Theatrical Support Trust kurátora lett. Norton 1-es típusú cukorbeteg.
2015–2017 között Jessie Buckley színésznővel élt párkapcsolatban. 2018-tól 2023-ig Imogen Poots színésznő párja volt, akivel 2022-től szakításukig jegyben jártak.

## Filmográfia

### Film
| Év   | Magyar cím              | Eredeti cím                      | Szerep                | Magyar hang     |
| ---- | ----------------------- | -------------------------------- | --------------------- | --------------- |
| 2009 | Egy lányról             | An Education                     | diák                  |                 |
| 2012 | Derűs égbolt esküvőre   | Cheerful Weather for the Wedding | Owen                  |                 |
| 2013 | Hajsza a győzelemért    | Rush                             | Guy Edwards           | Fehér Tibor     |
| 2013 | Belle                   | Belle                            | Oliver Ashford        | Szabó Máté      |
| 2014 | Mr. Turner              | Mr. Turner                       | Francis Willoughby    |                 |
| 2014 |                         | Bonobo                           | Ralph                 |                 |
| 2014 | Északiak: A viking saga | Northmen: A Viking Saga          | Bjorn                 | Kisfalusi Lehel |
| 2017 |                         | Hampstead                        | Philip                |                 |
| 2017 | Egyenesen át            | Flatliners                       | Jamie                 | Szabó Máté      |
| 2019 | Mr. Jones               | Mr Jones                         | Gareth Jones          | Dévai Balázs    |
| 2019 | Kisasszonyok            | Little Women                     | John Brooke           | Szabó Máté      |
| 2020 | Az örökbeadás           | Nowhere Special                  | John                  | Fehér Tibor     |
| 2021 | Kísértő múlt            | Things Heard & Seen              | George Claire         | Czető Roland    |
| 2022 | Freegard                | Rogue Agent                      | Robert Hendy-Freegard | Szabó Máté      |
| 2023 | Exférjek                | Ex-Husbands                      | Nick Pearce           | Kisfalusi Lehel |
| 2023 |                         | A Little Life                    | Jude St. Francis      |                 |
| 2024 | Bob Marley: One Love    | Bob Marley: One Love             | Chris Blackwell       | Brasch Bence    |
| 2024 | Joy, az élet csodája    | Joy                              | Robert Edwards        | Szabó Máté      |

### Televízió
| Év        | Magyar cím                  | Eredeti cím                         | Szerep                    | Megjegyzések                                               |
| --------- | --------------------------- | ----------------------------------- | ------------------------- | ---------------------------------------------------------- |
| 2012      | George Gently               | Inspector George Gently             | James Blackstone          | 1 epizód                                                   |
| 2012      | A múlt árnyékában           | Restless                            | Kolia                     | minisorozat                                                |
| 2013      |                             | Blandings                           | Jimmy Belford             | 1 epizód                                                   |
| 2013      | Ki vagy, doki?              | Doctor Who                          | Onegin                    | 1 epizód                                                   |
| 2013      |                             | By Any Means                        | Michael Prence            | 1 epizód                                                   |
| 2013      |                             | Death Comes to Pemberley            | Henry Alveston            | 3 epizód                                                   |
| 2014–2019 | Grantchester bűnei          | Grantchester                        | Sidney Chambers           | főszereplő                                                 |
| 2014–2023 | Vidám vidék                 | Happy Valley                        | Tommy Lee Royce           | főszereplő                                                 |
| 2015      |                             | Life in Squares                     | Duncan Grant fiatalon     | 3 epizód                                                   |
| 2015      |                             | Lady Chatterley's Lover             | Sir Clifford Chatterley   | tévéfilm                                                   |
| 2016      | Háború és béke              | War & Peace                         | Andrej Bolkonszkij herceg | - főszereplő - magyar hangja: - Fehér Tibor - Dévai Balázs |
| 2016      | Fekete tükör                | Black Mirror                        | Ryan                      | 1 epizód (Szabadesés)                                      |
| 2016      |                             | To Walk Invisible                   | Arthur Wellesley          | tévéfilm                                                   |
| 2016      |                             | Wild West: America's Great Frontier | Narrátor                  | 3 epizód                                                   |
| 2018      |                             | McMafia                             | Alex Godman               | főszereplő                                                 |
| 2019–2020 | Christine Keeler tárgyalása | The Trial of Christine Keeler       | Stephen Ward              | minisorozat                                                |
| 2021–2023 |                             | The Nevers                          | Hugo Swan                 | főszereplő                                                 |
| 2025      |                             | Playing Nice                        | Pete                      | 4 epizód                                                   |
| 2025      |                             | King and Conqueror                  | Harold Godwinson          | forgatás alatt                                             |

### Videójátékok
| Év   | Cím                     | Szerep        |
| ---- | ----------------------- | ------------- |
| 2014 | Dragon Age: Inquisition | Cole (hangja) |

## Fordítás
- Ez a szócikk részben vagy egészben  a   James Norton (actor) című angol Wikipédia-szócikk ezen változatának fordításán alapul.  Az eredeti cikk szerkesztőit annak laptörténete sorolja fel. Ez a jelzés csupán a megfogalmazás eredetét és a szerzői jogokat jelzi, nem szolgál a cikkben szereplő információk forrásmegjelöléseként.